# Nguyệt thực tháng 12, 2010
| Nguyệt thực toàn phần 2010/12/21                          | Nguyệt thực toàn phần 2010/12/21 |
| --------------------------------------------------------- | -------------------------------- |
| Saros (member)                                            | 125 (48)                         |
| Gần đây                                                   | <S <T < > T> S>                  |
| Near Greatest eclipse (8:11 UTC) Viewed from San Jose, CA |                                  |
| [[\|240px]]                                               |                                  |
| Gamma                                                     | 0.3213                           |
| Thời gian (h:m:s)                                         |                                  |
| Toàn phần                                                 | 1:13:12                          |
| Một phần                                                  | 3:29:22                          |
| Penumbral                                                 | 5:38:22                          |
| Contacts                                                  |                                  |
| P1                                                        | 05:27:43 UTC                     |
| U1                                                        | 06:32:17 UTC                     |
| U2                                                        | 07:40:21 UTC                     |
| Lớn nhất                                                  | 08:16:56 UTC                     |
| U3                                                        | 08:53:34 UTC                     |
| U4                                                        | 10:01:39 UTC                     |
| P4                                                        | 11:06:04 UTC                     |
| At descending node in Taurus                              |                                  |

Sự kiện nguyệt thực toàn phần diễn ra vào hồi 5h27 đến 11h06 UTC, ngày 21 tháng 12 năm 2010, là nguyệt thực toàn phần diễn ra lần đầu tiên trong ngày đông chí kể từ năm 1638. Tại Nam Mỹ và Bắc Mỹ có thể nhìn thấy hoàn toàn hiện tượng này.

## Xuất hiện
Sự kiện nguyệt thực tháng 12 năm 2010 là hiện tượng nguyệt thực toàn phần đầu tiên trong gần 3 năm, kể từ nguyệt thực tháng 2 năm 2008.
Đâu là lần nguyệt thực thứ hai trong năm 2010. Lần thứ nhất xảy ra vào nguyệt thực một phần vào ngày 26 tháng 6 năm 2010.